# Serhij (Hensickyj)
Serhij (světským jménem: Borys Naumovyč Hensickyj; * 4. prosince 1951, Dolyňany) je ukrajinský duchovní Ukrajinské pravoslavné církve a metropolita ternopilský a kremenecký.

## Život
Narodil se 4. prosince 1951 ve vesnici Dolyňany Černovické oblasti v rodině kněze.
Roku 1967 dokončil střední školu a o tři roky později Novoselickou zdravotní školu.
V letech 1971–1973 sloužil v řadách Sovětské armády.
První kroky k duchovenskému životu započal při černovickém biskupu Feodosiju (Procjukovi), který byl v únoru 1972 přeložen do Smolenska.
Dne 15. července 1973 byl rukopoložen na diákona.
Roku 1975 se stal sekretářem smolenské eparchiální správy a následující rok byl povýšen na protodiákona.
Roku 1983 dokončil studium na Moskevském duchovní semináři.
V květnu 1985 byl.prijat mezi bratry Počajivské lávry. Zde působil jako účetní.
Dne 19. prosince 1985 byl postřižen na monacha se jménem Serhij na počest svatého Sergeje Radoněžského.
Roku 1986 byl povýšen na archidiákona.
Dne 28. srpna 1990 jej arcibiskup ternopilský Lazar (Švec) rukopoložil na jeromonacha. Stejného roku se stal blagočinným Počajivské lávry.
Dne 11. února 1991 jej Svatý synod Ukrajinské pravoslavné církve jmenoval biskupem ternopilským a kremeneckýmm. Dne 17. února 1991 proběhla jeho biskupská chirotonie. Světiteli byli metropolita kyjevský a celé Ukrajiny Filaret (Denysenko), arcibiskup žytomyrský a ovručský Jov (Tyvuňuk) a arcibiskup oděský a izmailský Lazar (Švec).
Od července do září 1992 dočasně spravoval lvovskou eparchii.
Roku 1991 dokončil dálkové studium Moskevské duchovní akademie.
Dne 28. července 1998 jej metropolita kyjevský Volodymyr (Sabodan) povýšil na arcibiskupa.
Dne 9. července 2011 byl povýšen na metropolitu. Dne 17. srpna 2015 mu bylo uděleno právo nosit druhou panagii.
Dne 6. března 2022 v souvislosti ruské invaze na Ukrajinu vrátil prezidentu Vladimirovi Putinovi Řád přátelství a odsoudil útok na Ukrajinu.